# Michael Mando
Michael Mando (sinh ngày 13 tháng 7 năm 1981) là nam diễn viên và đạo diễn người Canada.

## Thời thơ ấu
Mando sinh tại Quebec, Canada. Gia đình anh có gốc México.